# Łukawica (województwo lubelskie)
Łukawica – wieś w Polsce położona w województwie lubelskim, w powiecie puławskim, w gminie Baranów.
Wieś szlachecka położona była w drugiej połowie XVI wieku w powiecie lubelskim województwa lubelskiego. W latach 1975–1998 miejscowość należała administracyjnie do ówczesnego województwa lubelskiego.
Wieś stanowi sołectwo gminy Baranów. Według Narodowego Spisu Powszechnego z roku 2011 wieś liczyła 118 mieszkańców.

## Historia
Łukawica w wieku XIX stanowiła wieś w powiecie nowoaleksandryjskim, gminie Baranów, parafii Michów.
Według spisu z roku 1827 we wsi było 17 domów zamieszkałych przez 140 mieszkańców.
Charakterystyka dóbr Łukawica
Według danych Towarzystwa Kredytowego Ziemskiego folwark Łukawica (z nomenklaturą młyńską Zabór, z wsiami: Miaskówek, Meszac, Węgielce i Budzyń) rozległy (po oddzieleniu w r. 1877 częściowym nabywcom mórg 935) mórg 582: grunty orne i ogrody mórg 368, łąk mórg 98, pastwiska mórg 38, wody mórg 5, lasu mórg 60, nieużytki. i place mórg 13, budynków murowanych 17, z drzewa 2, płodozmian 10. polowy, pokłady torfu, młyn wodny. Wieś Miaskówek osad 23, zgrom mórg 401, wieś Meszno osad 21, z gruntem mórg 872, wieś Wegielce osad 2, z gruntem mórg 28, wieś Budzyń osad 8, z gruntem mórg 108.